# Rinaldo di Vendôme
Rinaldo di Vendôme (... – 1016) fu cancelliere dal 988 al 991, vescovo di Parigi dal 991 alla morte e conte di Vendôme dal 1005 alla morte.

## Biografia
Apparteneva alla dinastia dei Burcarnidi. Era figlio di Burcardo I il Venerabile e di Elisabetta Le Riche, signora di Sceaux e Larchant e contessa di Corbeil.
Ugo Capeto lo nominò cancelliere di Francia nel 988, poi vescovo di Parigi nel 991. Con la salita al trono di Roberto II il Pio (996), fu estromesso dal potere dal potere e vide diminuire la sua influenza sul Consiglio reale. Rimase sempre più nella regione del Vendômois e succedette a suo padre come conte nel 1005.
Promosse numerosi dissodamenti nella foresta di Gâtines, dove fondò diversi villaggi, come Ville-l'Évêque (oggi denominata Prunay), Villedieu, Ferrière, Monthodon dove costruì una chiesa in onore di santo Stefano, mentre nei pressi di La Chartre fondò Villedieu, Gastineau, Houssay.
Intorno al 1005, Rinaldo concesse ai canonici di Notre-Dame di Parigi l'altare di Saint-Méry.
Rinaldo donò inoltre il villaggio di Larchant al capitolo di Notre-Dame di Parigi, confermato da un documento di papa Giovanni XVIII del 2 dicembre 1006. Questo atto, tuttavia, potrebbe essere falso.
Il 17 maggio 1008, partecipò al sinodo dei vescovi convocato dal re a Chelles.
Numerosi autori concordano sull'anno della sua morte, il 1016.